# Clavija pubens
Clavija pubens är en viveväxtart som beskrevs av W.G. D'arcy. Clavija pubens ingår i släktet Clavija och familjen viveväxter. Inga underarter finns listade i Catalogue of Life.